# Bat Out of Hell
Bat Out of Hell é o segundo álbum de estúdio de Meat Loaf, lançado em 1977. As sete canções são de autoria de Jim Steinman, sendo estas produzidas pelo lendário Todd Rundgren, fazendo este, também, uma participação nas guitarras. Este álbum está na lista dos 200 álbuns definitivos no Rock and Roll Hall of Fame
Bat Out of Hell é até hoje uma referência no Rock and roll, combinando também elementos teatrais e operísticos - como por exemplo em "Paradise by Dashboard Light". Como conceito, há uma certa dose de romance e sensualidade nos temas, "Two Out Of Three Ain't Bad", "Heaven Can Wait", com rock poderoso, marcante e melódico (a faixa-título "Bat Out Of Hell" e a já citada "Paradise by Dashboard light").
Meat Loaf lançaria uma série de álbuns posteriores a este, como Midnight At The Lost And Found (1984) e uma espécie de continuação do seu primeiro LP: Bat Out of Hell II: Back Into Hell, de 1993.
Em um ranking elaborado no ano de 2003, a revista Rolling Stone dedicou a Bat Out Of Hell a 343ª posição entre os 500 melhores álbuns de todos os tempos.
Está entre os 10 álbuns mais vendidos de todos os tempos, alcançando cerca de 43 milhões de cópias.

## Faixas
1. "Bat Out Of Hell"
2. "You Took The Words Right Out Of My Mouth (Hot Summer Night)"
3. "Heaven Can Wait"
4. "All Revved Up With No Place To Go"
5. "Two Out Of Three Ain't Bad"
6. "Paradise By The Dashboard Light"
7. "For Crying Out Loud"